# Milites Templi
Milites Templi byla papežská bula vydaná Celestinem II. 9. ledna 1144 s cílem zvětšit privilegia templářů. Nařizovala duchovenstvu chránit a podporovat templářský řád; a věřící, kteří nějak přispěli řádu, ať už peněžními dary nebo skutkem, byli obdařeni zvláštními odpustky. Papež touto bulou také umožnil, aby templáři, jedenkrát za rok mohli v každém kostele nebo kapli konat sbírky a vybírat almužnu pro své potřeby.
Tato bula, společně s budou Omne Datum Optimum, dala templářskému řádu právní rámec a vytvořila základ jeho bohatství a úspěchu.